# Virus d'Ilhéus
Orthoflavivirus ilheusense
Espèce
Orthoflavivirus ilheusense, le virus d'Ilhéus (en anglais : Ilheus virus, ILHV), est un arbovirus membre de la famille des Flaviviridae et du genre Orthoflavivirus. Transmis par les moustiques, il est responsable de fièvre, myalgie, maux de tête et malaise. Il tire son nom  de la ville brésilienne Ilhéus située sur le littoral sud de l'État de Bahia.

### Liens de références
- Arbovirus Catalog : Ilheus virus (en)
- (en) Catalogue of Life : Flavivirus: ilheus_virus ICTV
- (en) NCBI : Ilheus virus (taxons inclus)